# Richard Airey
Pour les articles homonymes, voir Airey.
Richard Airey, né en 1803 à Newcastle upon Tyne et mort le 14 septembre 1881 à Leatherhead, est un homme politique et militaire britannique qui fut gouverneur de Gibraltar de septembre 1865 à juillet 1870.

## Distinctions
- Ordre du Bain
- Commandeur de la Légion d'honneur